# Hollands børn
Hollands børn er en dansk dokumentarfilm fra 1946, der er instrueret af Poul Bang efter manuskript af Tove Ditlevsen.

## Handling
Et rystende dokument om det ødelagte Holland, hvorfra man følger en bilkonvoj med børn, der er inviteret til Danmark af Red Barnet.